# ジップの法則

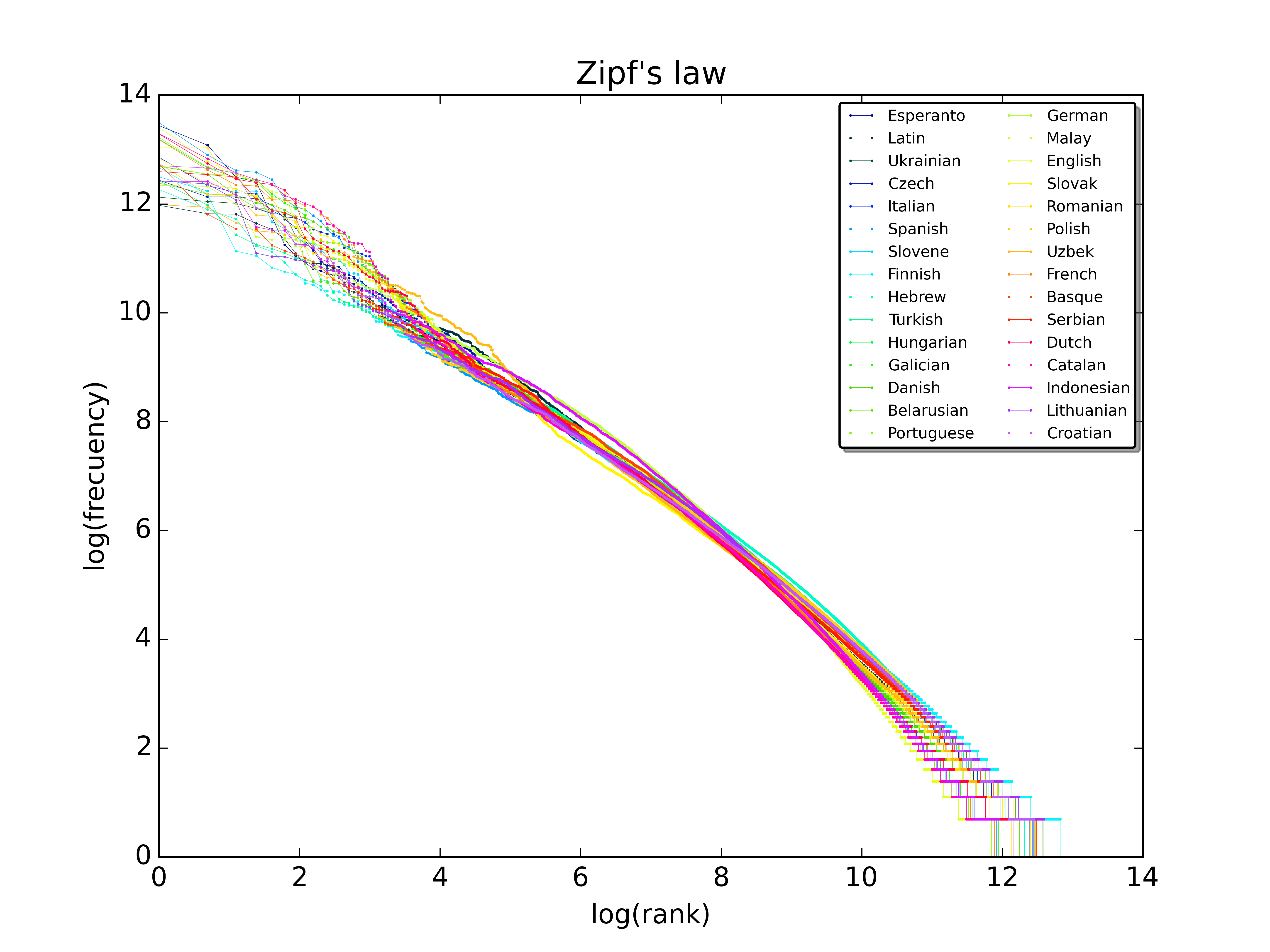
ウィキペディア（30ヶ国語版）における単語の出現頻度

ジップの法則（ジップのほうそく、Zipf's law）あるいはジフの法則とは、出現頻度が k 番目に大きい要素が、1位のものの頻度と比較して 1/k  に比例するという経験則である。Zipf は「ジフ」と読まれることもある。また、この法則が機能する世界を「ジフ構造」と記する論者もいる。
包括的な理論的説明はまだ成功していないものの、様々な現象に適用できることが知られている。この法則に従う確率分布（離散分布）をジップ分布という。ジップ分布はゼータ分布の特殊な形である。
この法則はアメリカの言語学者ジョージ・キングズリー・ジップに帰せられている。ジップ以前に似た観察をしていた先行研究としてFelix Auerbach、Jean-Baptiste Estoupなどの研究があり、ジップ自身もそのことを1942年の論文で紹介した。

## 法則が成立する現象の例
次のような様々な現象（自然現象、社会現象など）に成り立つ場合があることが確認されている：
- 単語の出現頻度：言語全体だけでなく、例えば「ハムレット」など1作品中でも成り立つことが示されている。
- ウェブページへのアクセス頻度
- 都市の人口（都市の順位・規模法則）
- 上位3%の人々の収入
- 音楽における音符の使用頻度
- 細胞内での遺伝子の発現量
- 地震の規模
- 固体が割れたときの破片の大きさ

## 論理的な定義
一般のジップの法則は
{\displaystyle f(k;s,N)={\frac {1/k^{s}}{\sum _{n=1}^{N}1/n^{s}}}}
（ただし N は全要素の数、k は順位）と書き表される。
ここで元来のジップの法則では s = 1 である。このとき N を無限大にすると分母は収束しない（無限大に発散する、「調和級数」を参照）ため、元来のジップの法則では N を有限としなければならない（現実にもそう考えられる場合が多い）。
ただし s が1より少しでも大きい実数ならば、N を無限大にしても分母は収束し（ゼータ関数 ζ(s) に等しい）、k の値を無限にとりうる分布関数とすることができる。

## 関連する概念
ジップの法則は冪乗則 (Power law) の一種である。また、ジップ分布は変数変換によりパレート分布（連続分布）と同じ形になることが示されている。パレート分布の離散型である。パレートの法則はパレート分布の特別な場合に当たり、また80-20の法則とも関係がある。順位規模の法則とも呼ばれる。